# Saint-Priest-la-Plaine
Pour les articles homonymes, voir Saint-Priest (homonymie).
Saint-Priest-la-Plaine est une commune française située dans le département de la Creuse, en région Nouvelle-Aquitaine.

## Géographie

### Généralités

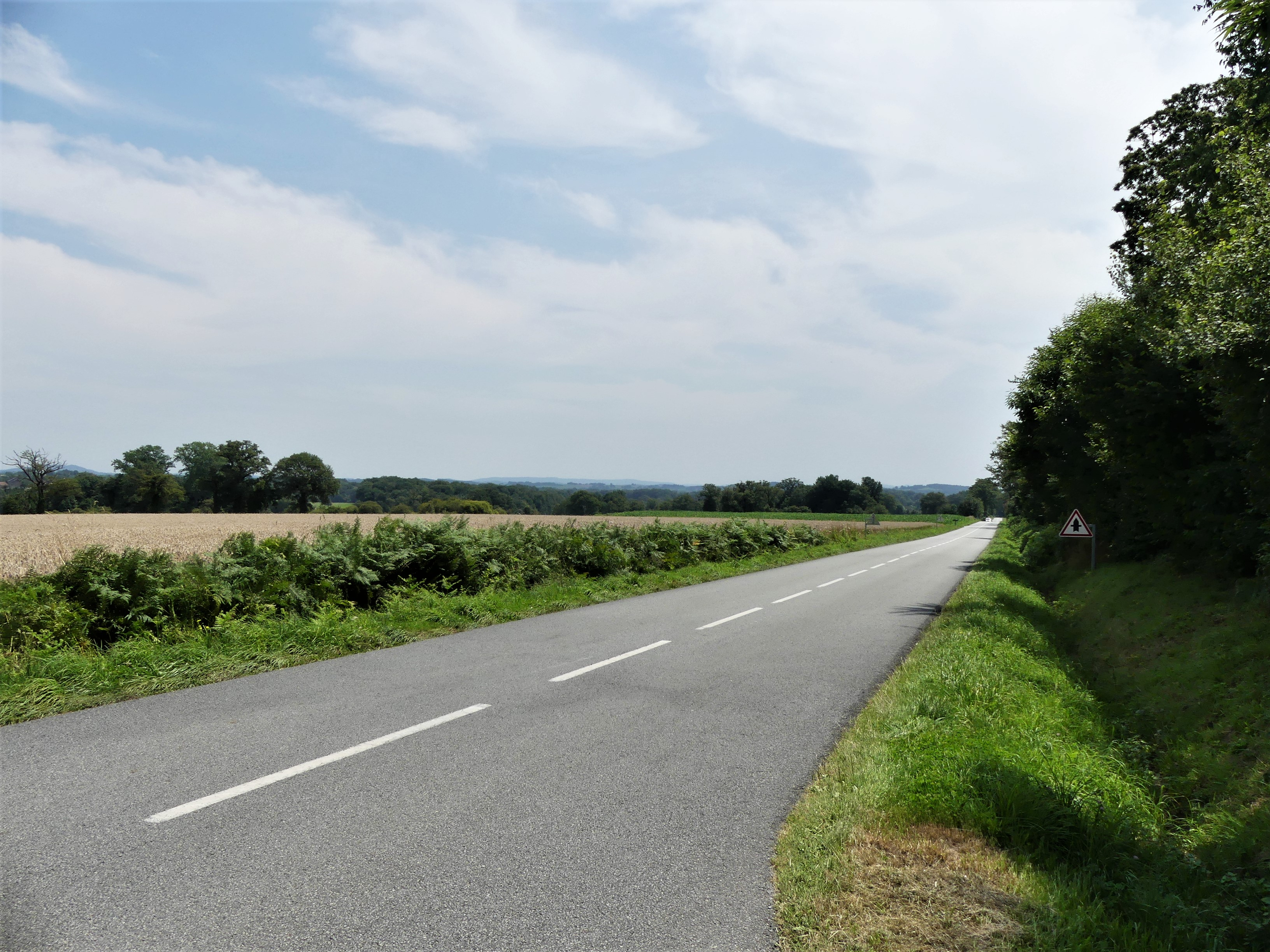
La RD 912A1 dans le nord-ouest de la commune.

Dans le quart nord-ouest du département de la Creuse, la commune de Saint-Priest-la-Plaine s'étend sur 21,90 km2. Elle est arrosée par le Gôt et le ruisseau de Veau, deux petits affluents de la Gartempe.
L'altitude minimale avec 353 mètres se trouve localisée à l'ouest, en deux endroits distants d'une quarantaine de mètres, là où le Gôt et son affluent la Gane quittent le territoire communal et entrent sur celui de Lizières. L'altitude maximale avec 454 mètres est située au nord, au lieu-dit Puy de Geai.
À l'intersection des routes départementales (RD) 44 et 63, le petit bourg de Saint-Priest-la-Plaine est situé, en distances orthodromiques, dix-huit kilomètres à l'ouest du centre-ville de Guéret, la préfecture.
Le territoire communal est également desservi par les RD 56, 96 et 100. La principale voie d'accès routière est au nord la route nationale 145 (2 x 2 voies), axe Guéret-Montluçon) par les échangeurs nos 51, 52 et 53 qui donnent sur les RD 912, 44 et 912A1.

### Communes limitrophes
Saint-Priest-la-Plaine est limitrophe de cinq autres communes dont Le Grand-Bourg de l'est au sud-ouest en passant par le sud.
| Noth     | Naillat                | Fleurat        |
| Lizières | Saint-Priest-la-Plaine |                |
|          |                        | Le Grand-Bourg |

### Climat
Pour des articles plus généraux, voir Climat de la Nouvelle-Aquitaine et Climat de la Creuse.
Historiquement, la commune est dans une zone de transition entre le climat océanique limousin et le climat montagnard.  
En 2020, Météo-France publie une typologie des climats de la France métropolitaine dans laquelle la commune est dans une zone de transition entre le climat océanique altéré et le climat de montagne et est dans la région climatique  Ouest et nord-ouest du Massif Central, caractérisée par une pluviométrie annuelle de 900 à 1 500 mm, maximale en automne et en hiver.
Pour la période 1971-2000, la température annuelle moyenne est de 10,7 °C, avec  une amplitude thermique annuelle de 15 °C. Le cumul annuel moyen de précipitations est de 964 mm, avec 13 jours de précipitations en janvier et 8 jours en juillet. Pour la période 1991-2020, la température moyenne annuelle observée sur la station météorologique la plus proche, située sur la commune de Bénévent-l'Abbaye à 8 km à vol d'oiseau, est de 11,5 °C et le cumul annuel moyen de précipitations est de 1 013,1 mm,. Pour l'avenir, les paramètres climatiques de la commune estimés pour 2050 selon différents scénarios d’émission de gaz à effet de serre sont consultables sur un site dédié publié par Météo-France en novembre 2022.

## Urbanisme

### Typologie
Au 1er janvier 2024, Saint-Priest-la-Plaine est catégorisée commune rurale à habitat très dispersé, selon la nouvelle grille communale de densité à 7 niveaux définie par l'Insee en 2022.
Elle est située hors unité urbaine. Par ailleurs la commune fait partie de l'aire d'attraction de Guéret, dont elle est une commune de la couronne,. Cette aire, qui regroupe 72 communes, est catégorisée dans les aires de moins de 50 000 habitants,.

### Occupation des sols
L'occupation des sols de la commune, telle qu'elle ressort de la base de données européenne d’occupation biophysique des sols Corine Land Cover (CLC), est marquée par l'importance des territoires agricoles (88,7 % en 2018), une proportion identique à celle de 1990 (88,7 %). La répartition détaillée en 2018 est la suivante : 
zones agricoles hétérogènes (46,6 %), prairies (42,1 %), forêts (9,8 %), zones urbanisées (1,3 %), zones industrielles ou commerciales et réseaux de communication (0,2 %). L'évolution de l’occupation des sols de la commune et de ses infrastructures peut être observée sur les différentes représentations cartographiques du territoire : la carte de Cassini (XVIIIe siècle), la carte d'état-major (1820-1866) et les cartes ou photos aériennes de l'IGN pour la période actuelle (1950 à aujourd'hui).

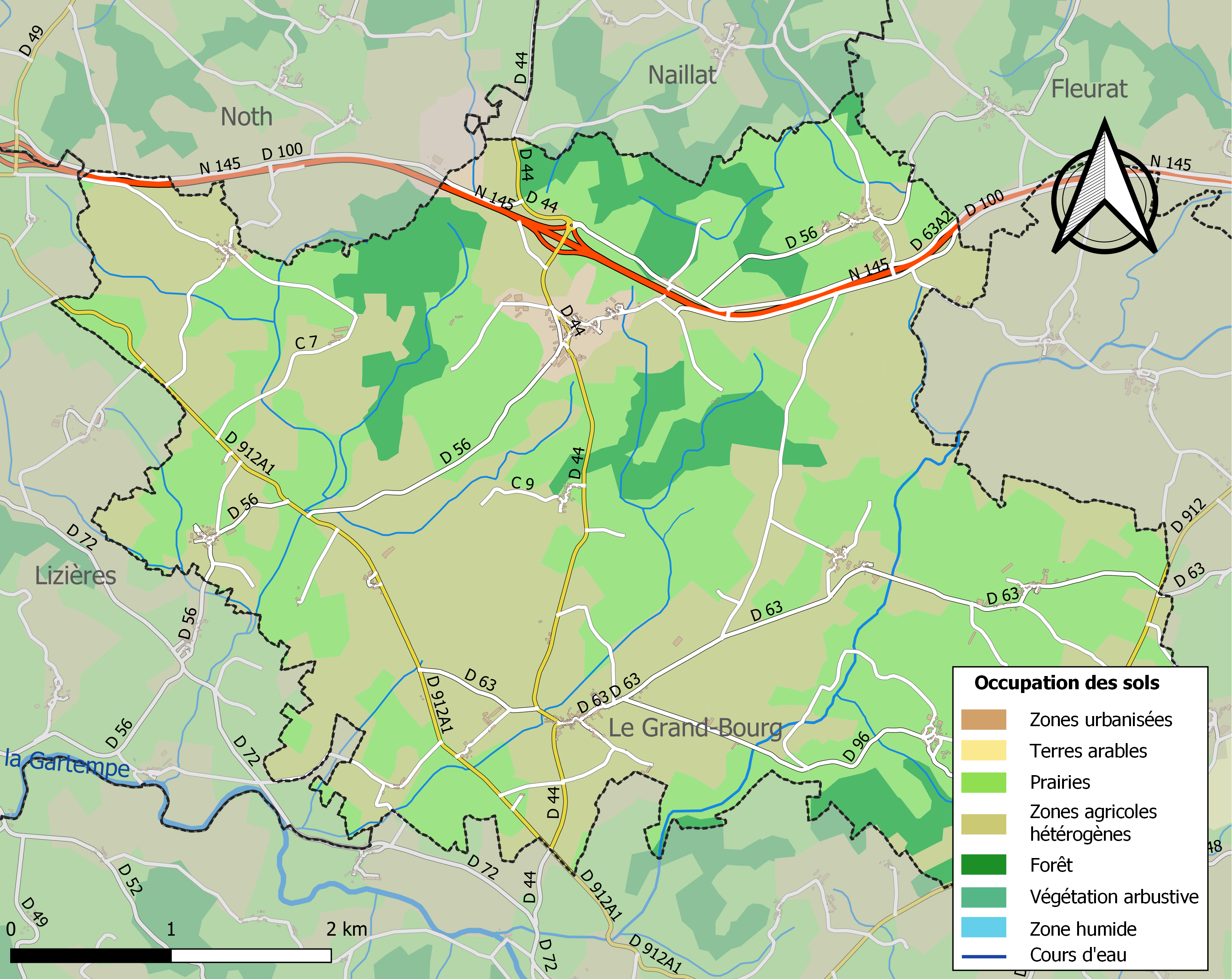
Carte des infrastructures et de l'occupation des sols de la commune en 2018 (CLC).

### Risques majeurs
Le territoire de la commune de Saint-Priest-la-Plaine est vulnérable à différents aléas naturels : météorologiques (tempête, orage, neige, grand froid, canicule ou sécheresse) et séisme (sismicité faible). Il est également exposé à un risque technologique, le transport de matières dangereuses, et à un risque particulier : le risque de radon. Un site publié par le BRGM permet d'évaluer simplement et rapidement les risques d'un bien localisé soit par son adresse soit par le numéro de sa parcelle.

#### Risques naturels

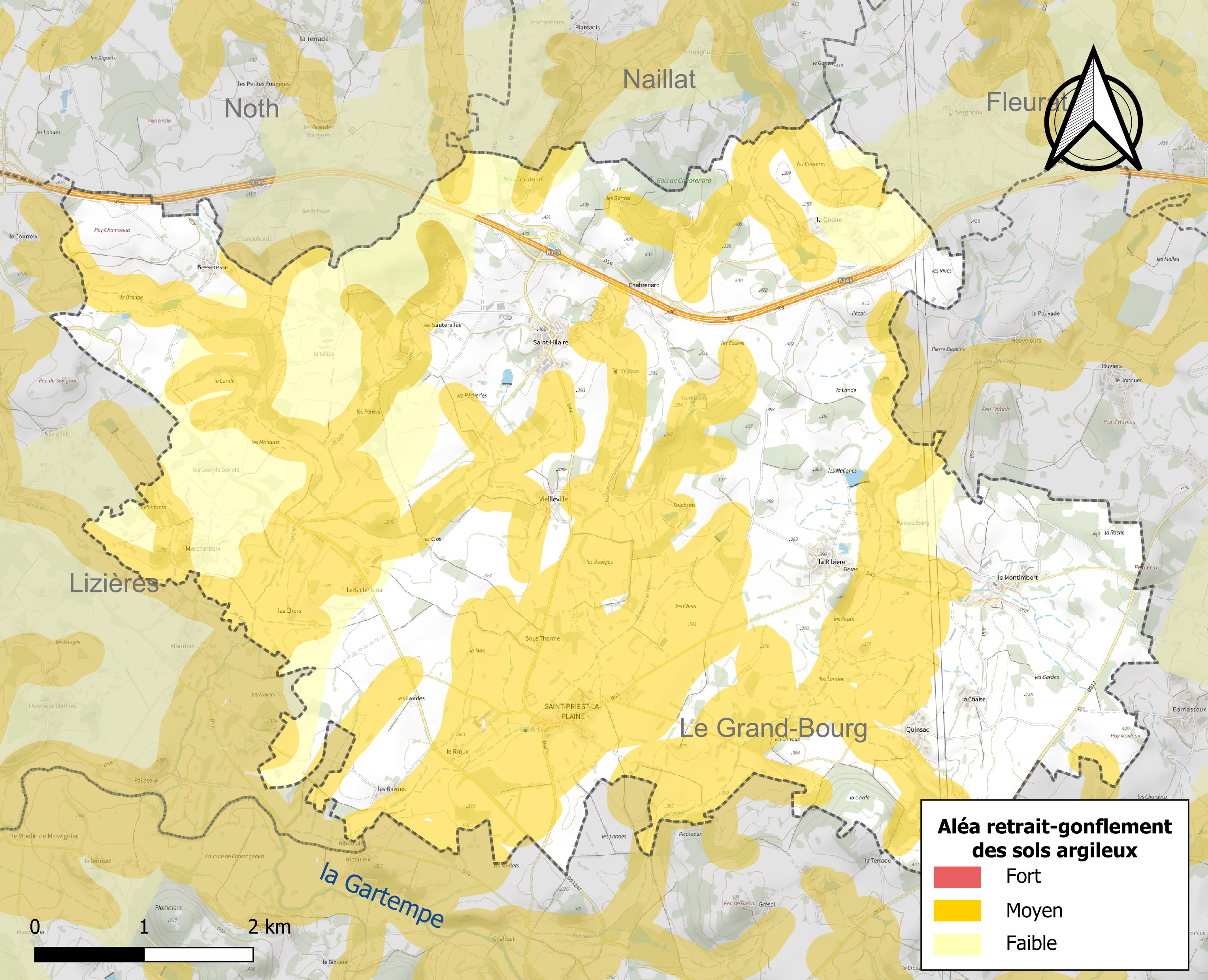
Carte des zones d'aléa retrait-gonflement des sols argileux de Saint-Priest-la-Plaine.

Le retrait-gonflement des sols argileux est susceptible d'engendrer des dommages importants aux bâtiments en cas d’alternance de périodes de sécheresse et de pluie. 47,9 % de la superficie communale est en aléa moyen ou fort (33,6 % au niveau départemental et 48,5 % au niveau national). Sur les 197 bâtiments dénombrés sur la commune en 2019, 84 sont en aléa moyen ou fort, soit 43 %, à comparer aux 25 % au niveau départemental et 54 % au niveau national. Une cartographie de l'exposition du territoire national au retrait gonflement des sols argileux est disponible sur le site du BRGM,.
Par ailleurs, afin de mieux appréhender le risque d’affaissement de terrain, l'inventaire national des cavités souterraines permet de localiser celles situées sur la commune.
La commune a été reconnue en état de catastrophe naturelle au titre des dommages causés par les inondations et coulées de boue survenues en 1982 et 1999. Concernant les mouvements de terrains, la commune a été reconnue en état de catastrophe naturelle au titre des dommages causés par des mouvements de terrain en 1999.

#### Risques technologiques
Le risque de transport de matières dangereuses sur la commune est lié à sa traversée par une ou des infrastructures routières ou ferroviaires importantes ou la présence d'une canalisation de transport d'hydrocarbures. Un accident se produisant sur de telles infrastructures est susceptible d’avoir des effets graves sur les biens, les personnes ou l'environnement, selon la nature du matériau transporté. Des dispositions d’urbanisme peuvent être préconisées en conséquence.

#### Risque particulier
Dans plusieurs parties du territoire national, le radon, accumulé dans certains logements ou autres locaux, peut constituer une source significative d’exposition de la population aux rayonnements ionisants. Certaines communes du département sont concernées par le risque radon à un niveau plus ou moins élevé. Selon la classification de 2018, la commune de Saint-Priest-la-Plaine est classée en zone 3, à savoir zone à potentiel radon significatif.

## Toponymie
Le nom de la commune se réfère à saint Priest, évêque d'Auvergne au VIIe siècle.

## Politique et administration

### Région
La commune appartient à la région Nouvelle-Aquitaine depuis 2016 (région Limousin précédemment).

### Circonscription
Saint-Priest-la-Plaine appartenait à la 1re circonscription composée des cantons de Bénévent-l'Abbaye, Bonnat, Bourganeuf, Dun-le-Palestel, Le Grand-Bourg, Guéret-Nord, Guéret-Sud-Est, Guéret-Sud-Ouest, Saint-Vaury et La Souterraine jusqu'aux élections de juin 2012.
Depuis le redécoupage des circonscriptions législatives françaises de 2010, la Creuse ne comporte plus qu'une seule circonscription.
Lors des élections législatives françaises de 2017, Jean-Baptiste Moreau (LREM) a été élu député de la Creuse face à Michel Vergnier, député sortant socialiste.

### Département
Le département de la Creuse a été créé à la Révolution française, le 4 mars 1790 en application de la loi du 22 décembre 1789, essentiellement à partir de l'ancienne province de la Marche. Ses habitants sont appelés les Creusois.
Les conseillers généraux sont élus dans le cadre des cantons pour une durée six ans. Dans la Creuse, de 1973 à 2015, il y avait vingt-sept cantons et donc vngt-sept conseillers généraux. Ces derniers élisaient en leur sein le président du conseil général de la Creuse. Depuis 2015, il n'y a plus que quinze cantons avec un binôme mixte à sa tête, soit trente conseillers départementaux élisant le président du conseil départemental de la Creuse. Depuis 2015, c'est Valérie Simonet, conseillère départementale d'Auzances, qui en est la Présidente.
Les conseillers départementaux du canton du Grand-Bourg sont depuis 2021 Bertrand Labar et Delphine Richard, épouse Chartrain.

### Intercommunalité
Jusqu'en 2016, la commune faisait partie de la communauté de communes de Bénévent-Grand-Bourg. De 2017 à 2019, cette intercommunalité a été intégrée à Monts et Vallées Ouest Creuse avec deux autres communautés de communes, avant que cette fusion ne soit annulée par le tribunal administratif. Depuis 2020, Saint-Priest-la-Plaine est de nouveau rattachée à la communauté de communes de Bénévent-Grand-Bourg.

### Liste des maires

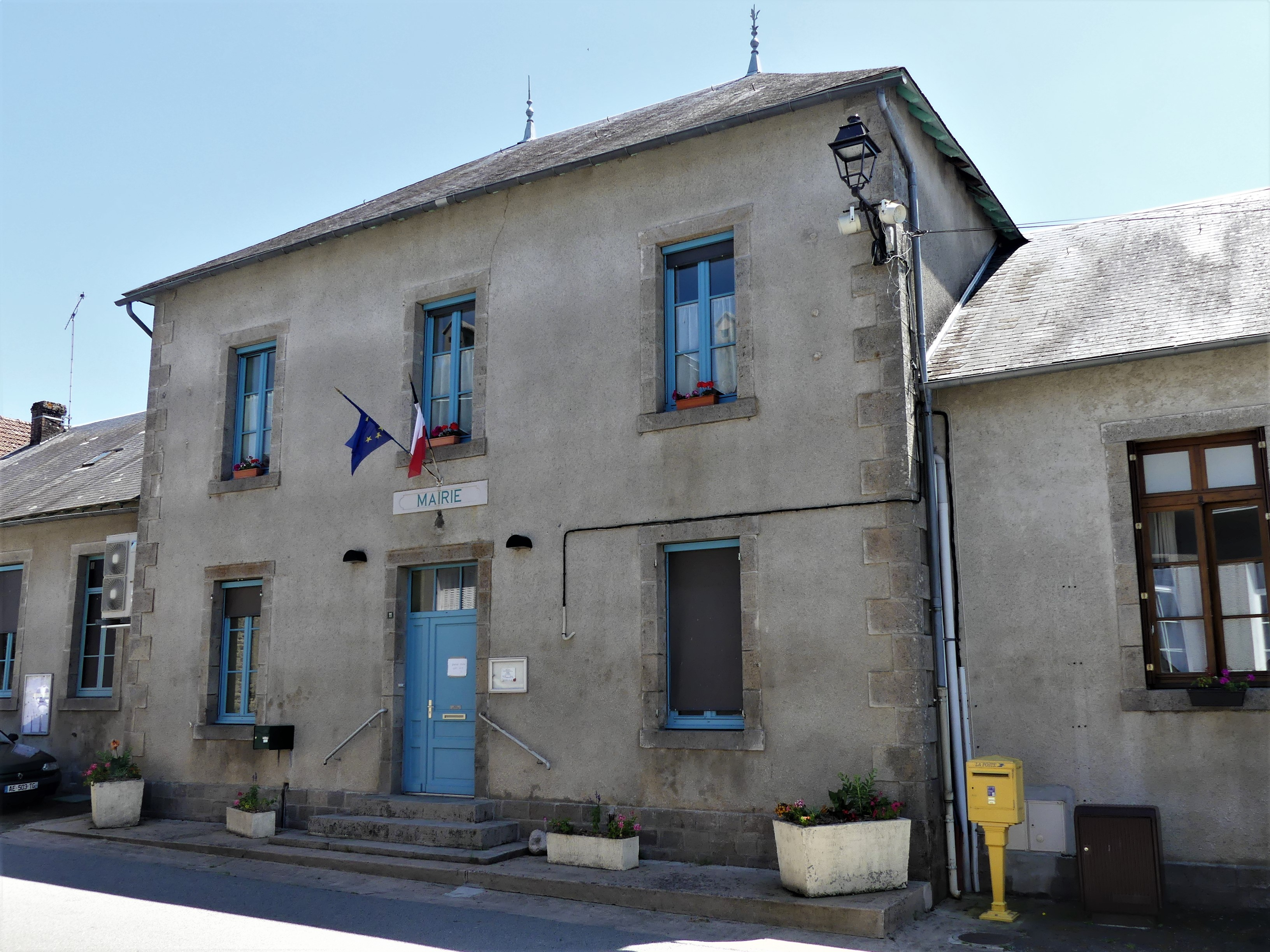
La mairie en 2021.

| Période                                  | Période   | Identité         | Étiquette | Qualité                                                                      |
| ---------------------------------------- | --------- | ---------------- | --------- | ---------------------------------------------------------------------------- |
| Les données manquantes sont à compléter. |           |                  |           |                                                                              |
|                                          |           |                  |           |                                                                              |
| mars 1983                                | mars 2014 | Guy Moutaud      | PS        | Exploitant forestier Conseiller général du canton du Grand-Bourg (1982-2011) |
| mars 2014                                | En cours  | Jean-Paul Chaput | SE        | Cadre                                                                        |

## Démographie
L'évolution du nombre d'habitants est connue à travers les recensements de la population effectués dans la commune depuis 1793. Pour les communes de moins de 10 000 habitants, une enquête de recensement portant sur toute la population est réalisée tous les cinq ans, les populations de référence des années intermédiaires étant quant à elles estimées par interpolation ou extrapolation. Pour la commune, le premier recensement exhaustif entrant dans le cadre du nouveau dispositif a été réalisé en 2005.

En 2022, la commune comptait 256 habitants, en évolution de −1,92 % par rapport à 2016 (Creuse : −3,32 %, France hors Mayotte : +2,11 %).
| 1793 | 1800 | 1806 | 1821 | 1831 | 1836 | 1841 | 1846 | 1851 |
| ---- | ---- | ---- | ---- | ---- | ---- | ---- | ---- | ---- |
| 487  | 705  | 748  | 883  | 925  | 881  | 889  | 887  | 862  |

| 1856 | 1861 | 1866 | 1872 | 1876 | 1881 | 1886 | 1891 | 1896 |
| ---- | ---- | ---- | ---- | ---- | ---- | ---- | ---- | ---- |
| 836  | 810  | 823  | 775  | 850  | 872  | 864  | 880  | 887  |

| 1901 | 1906 | 1911 | 1921 | 1926 | 1931 | 1936 | 1946 | 1954 |
| ---- | ---- | ---- | ---- | ---- | ---- | ---- | ---- | ---- |
| 884  | 883  | 832  | 742  | 702  | 707  | 682  | 629  | 585  |

| 1962 | 1968 | 1975 | 1982 | 1990 | 1999 | 2005 | 2006 | 2010 |
| ---- | ---- | ---- | ---- | ---- | ---- | ---- | ---- | ---- |
| 583  | 520  | 427  | 367  | 310  | 287  | 287  | 283  | 246  |

| 2015 | 2020 | 2022 | - | - | - | - | - | - |
| ---- | ---- | ---- | - | - | - | - | - | - |
| 263  | 255  | 256  | - | - | - | - | - | - |

## Culture locale et patrimoine

### Lieux et monuments
- Église Saint-Priest de Saint-Priest-la-Plaine, datant du XIIIe siècle, est partiellement classée au titre des monuments historiques en 1958 pour le mur Nord du chœur comportant des peintures murales du XVe siècle, et inscrite en 1979 pour le reste de l'édifice[25].
- Le dolmen de Saint-Hilaire est inscrit au titre des monuments historiques en 1990[26].
- Le « pas de Gargantua ».

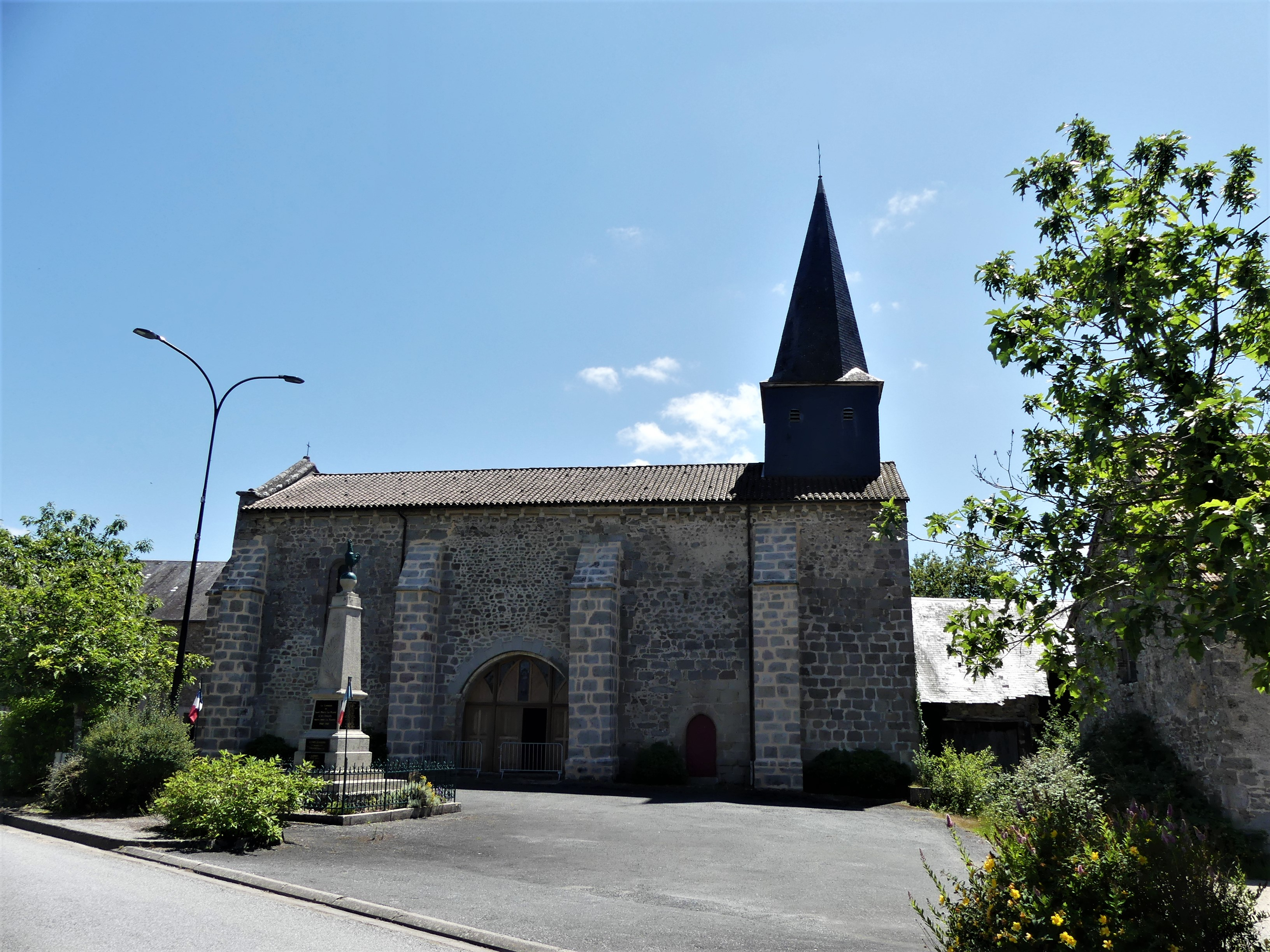
L'église Saint-Priest.
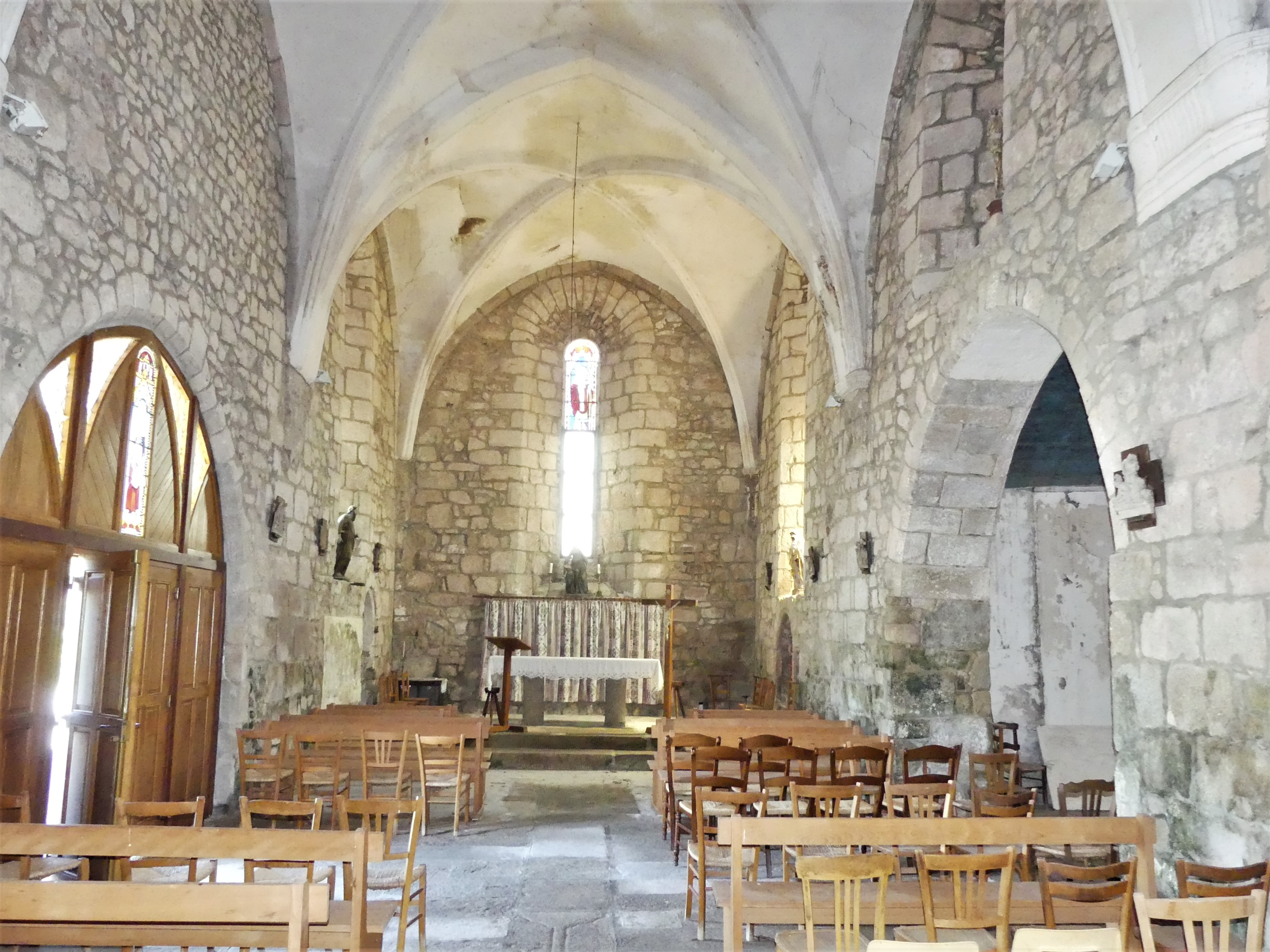
Sa nef.
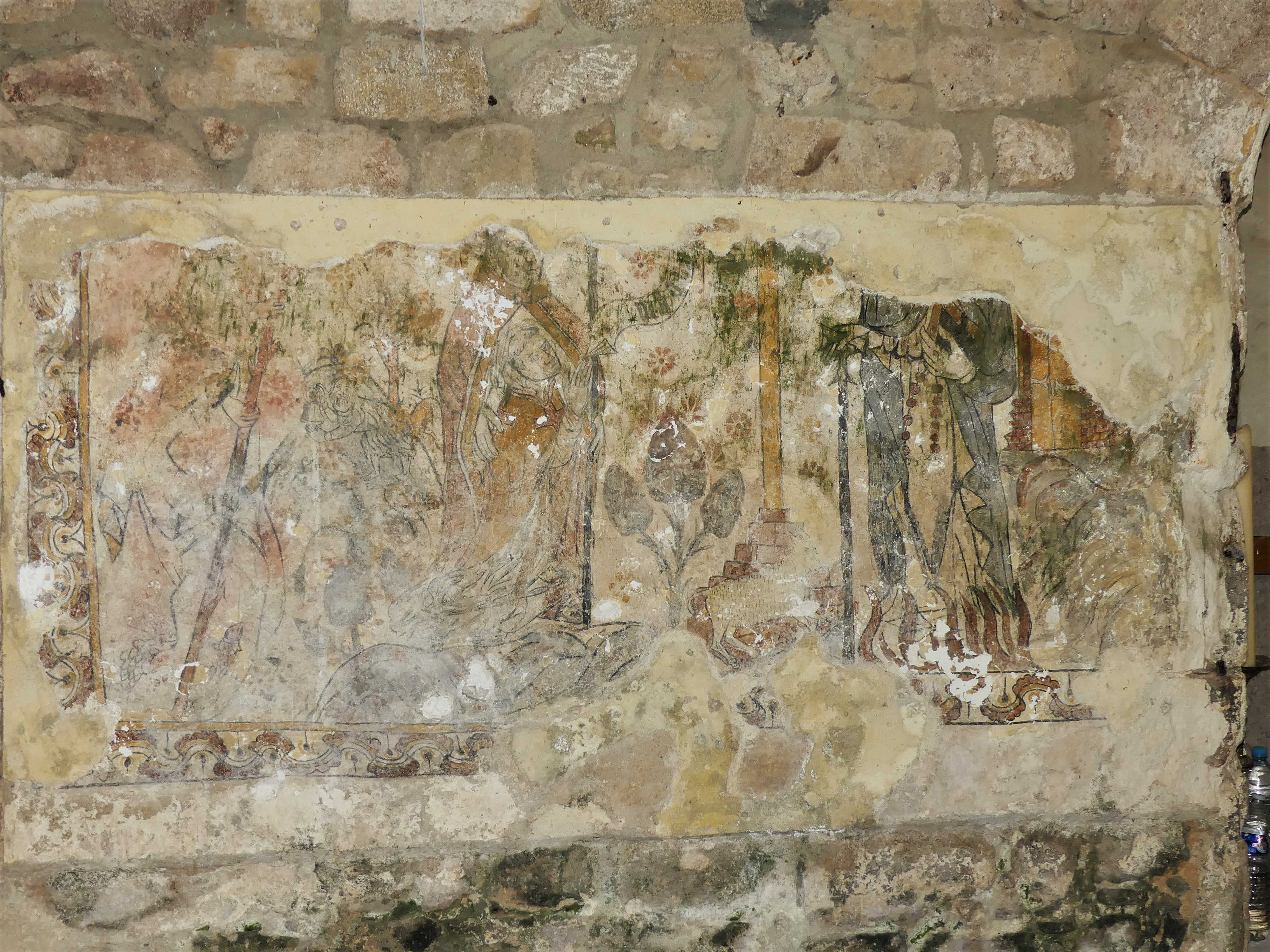
Peinture murale du XVe siècle dans le chœur.
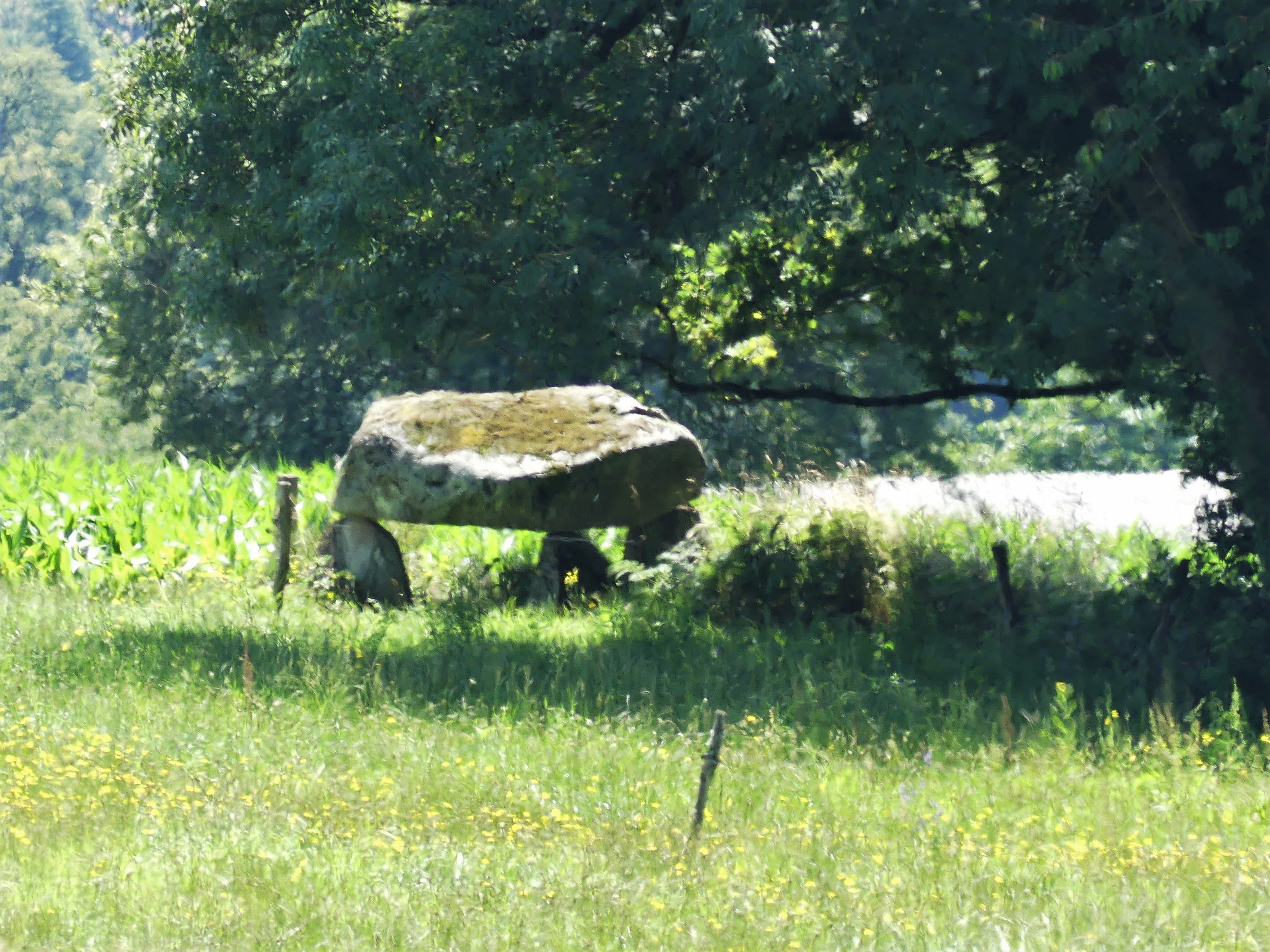
Le dolmen de Saint-Hilaire.
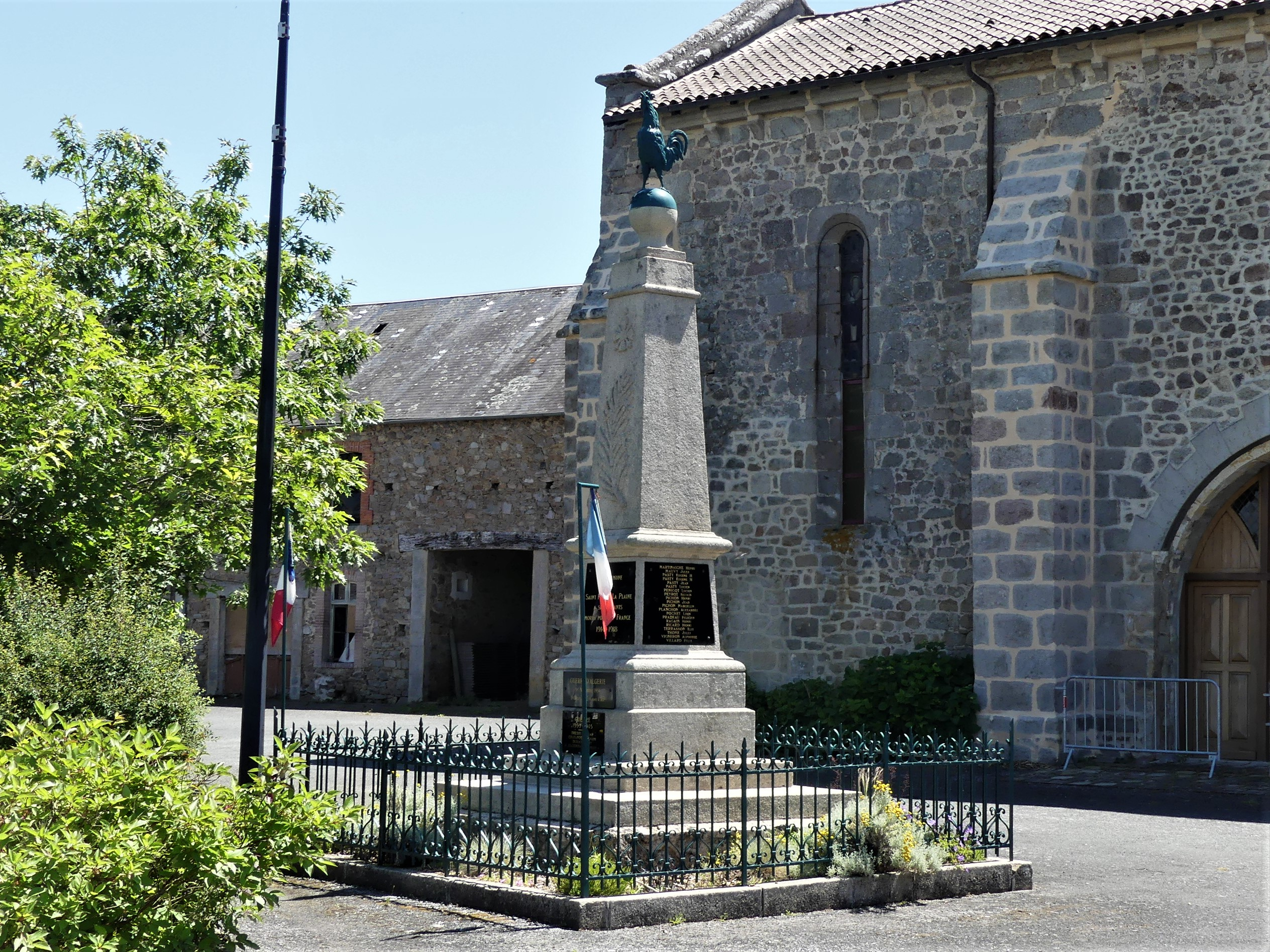
Le monument aux morts.

### Héraldique
| Blason de Saint-Priest-la-Plaine | Blason  | Parti : au 1er d'azur semé de fleurs de lys d'or, à la bande de gueules chargée de trois lions léopardés d'argent, au 2d coupé au I d'argent à une croix pattée et alésée de gueules, au II de sinople à un dolmen d'or. |
| Blason de Saint-Priest-la-Plaine | Détails | Création Jean-François Binon, adoptée en 2015. |